# شانون ۱۸۸۳۸
سیارک ۱۸۸۳۸ (به انگلیسی: 18838 Shannon، نامگذاری:1999OQ) هجده هزار و هشتصد و سی و هشتمین سیارک کشف شده‌است که در ۱۸ ژوئیه ۱۹۹۹ کشف شد.